# Ansaldo GL-4
Ansaldo GL 4 (ит. GL 4, он же IL 4, Fiat-Ansaldo GL 4) — проект итальянского тяжёлого танка 1920-х годов, разрабатывавшегося фирмой FIAT.

## История
Приблизительно в период между 1924 и 1930 годами (по другим данным — 1927 и 1930) фирма FIAT проектировала тяжёлый танк, получивший обозначение GL-4. Утверждения о реальной постройке этого танка, как и о его испытаниях, вызывают большие сомнения. Проект должен был обладать высокой проходимостью в условиях ведения горной войны, поэтому для него разрабатывалась оригинальная четырёхгусеничная ходовая часть. Это позволило бы повысить ходовые качества, особенно при преодолении препятствий. Похожую концепцию английский капитан Батлер предлагал для своей модели лёгкого четырёхгусеничного танка.

## Описание конструкции

### Броневой корпус и башня
Танк имел классическую компоновку. Его масса рассчитавалась на 105 т, длина — 8,2 м, ширина — 3 м и высота — 3,4 м. Пулемётные спонсоны размещались в лобовой и кормовой частях корпуса. Башня имела округлую форму, на её крыше располагалась пулемётная башня с командирским куполом. 

### Вооружение
GL 4 вооружался одной пушкой (по другим данным — двумя) калибра 76 мм (существуют данные о калибре 102 мм), размещённой в главной башне, и тремя-четырьмя пулемётами, расположенными в двух спонсонах, и командирской башенке, на крыше главной башни. 

### Двигатель
Силовая установка состояла из 8-цилиндрового 900-сильного двигателя Fiat с водяным охлаждением, который обеспечивал удельную мощность 5,7 л.с./т и среднюю скорость 9 км/ч, максимальную — 14 км/ч. 

### Ходовая часть
Ходовая часть танка — четыре гусеничных движителя, причём каждый из них являлся ведущим через соответствующие трансмиссии. Проходимость: преодолеваемый подъём — 40°, стенка — 1 м, ров — 3,5 м, брод — 1,1 м, толщина сваливаемого дерева — 0,70 м.

## GL E1
Carro Pesante GL E1 (он же IL E1) — проект более мощного тяжёлого танка со скорее всего приблизительно схожим внешним видом и аналогичными конструктивными решениями, вооружённого двумя орудиями большего калибра.